# Cliff Robertson
Cliff Robertson (født 9. september 1923, død 10. september 2011) var en oscar-belønnet amerikansk skuespiller. Han var kendt for at have spillet Ben Parker i Spider-Man filmene.